# حليوة (ثمود)
'

تعديل مصدري - تعديل

حليوة هي إحدى قرى عزلة ثمود بمديرية ثمود التابعة لمحافظة حضرموت، بلغ تعداد سكانها 72 نسمة حسب تعداد اليمن لعام 2004.